# Александр Градский. The Голос
«Александр Градский. The Голос» — книга Евгения Додолева об Александре Градском. Первая книга о певце и композиторе Александре Борисовиче Градском. Рецензенты отмечали, что «вынесенный в заглавие книги определённый артикль The подчеркивает не только исключительные вокальные данные и высочайший профессионализм героя, но и его личность, то особое место, которое он занимает в современной российской музыке», «все звёзды сошлись, чтобы эта книга стала уникальным произведением». Фото на обложке — известного фотографа Михаила Королёва; сессия проходила дома у героя, так как он отказался ехать в студию. Фотографии с прогонов проекта «Голос» предоставлены Первым каналом. В репортаже программы «Время» с Московской международной книжной ярмарки книга названа «бестселлером». Певец назвал своё турне 2013 года так же как и книгу (с разрешения автора).

## История
Изначально планировался заголовок «Насравший в вечность»; рецензенты отмечали, что первоначальное название, оставшееся в качестве подзаголовка — неудачно. Название книги «Александр Градский. The Голос» было придумано телевизионным режиссёром Кристиной Федотовой. Глава об участии в проекте «Голос» была добавлена автором по согласованию с Градским после завершения работы над книгой. Своё первое интервью с героем произведения автор записал в 1991 году (для «Взгляда»). В книге рассказано о кулинарном мастерстве Градского.
Евгений Додолев утверждает, что работал над изданием около 20 лет и считает, что это не столько книга о Градском, «сколько книга самого Градского, так как значительную часть текста составляют статьи и интервью маэстро». О своей работе над книгой её герой рассказал Диане Берлин в интервью «Голосу России». Елена Ханга (в беседе с Градским о книге «The Голос») сравнила обмен комментариями между автором и героем (при написании книги) с игрой в «пинг-понг»; при этом Градский подчеркнул, что сам Додолев считает ремарки персонажа «самыми заметными» местами в издании. Создание книги обсуждалось в эфире канала «Москва 24» с Евгением Маргулисом.
В книге воспроизведена «не вполне хрестоматийная трактовка карьерного взлёта» Александра Градского, публикуются очерки героя и «даётся слово его родным и близким», рассказано об участии певца в проекте «Голос». О сотрудничестве с проектом рассказала и дочь Градского Мария.
Творчество исполнителя оценивается и его «собственными глазами». Книга, в которой «год за годом прослеживает творческий и жизненный путь Александра Борисовича», встала «в один ряд с музыкальными альбомами певца, шокирующе в положительном смысле слова звучавшими в любую эпоху», в ней «содержится немало прямых определений, личных мнений разбросанных походя, но с исключительным апломбом, свойственным как главному герою книги, так и её автору». Рассказано и о «словотворчестве» Градского (утверждается, что именно этот певец ввёл в обиход слова «совок» и «журналюга»). Юрий Богатенков считает, что автор поверхностен, хотя и признает, что книга читается легко («проглатывается буквально за вечер»).
Автор и герой книги совместно презентовали издание в московских книжных магазинах. На одной из презентаций Градский на предположение Додолева, что кто-нибудь «впоследствии сделает что-то лучше» заметил:
Но это уже без меня!
В беседе с журналистами герой произведения сказал:
Додолев собрал все мои интервью... Евгений считает, что пришло время эту работу сделать. Сам бы я никогда не стал этим заниматься
В интервью радиостанции газеты «Комсомольская правда» Градский признался, что счёл нужным прокомментировать прямую речь своих друзей и партнёров, воспроизведённую в книге.
Второе издание было выпущено издательством к началу XXVI ММКВЯ.
Третье издание вышло в 2017 году (ISBN 978-5-386-09713-4).

## Рецензии и отзывы
По версии «Эха Москвы», книга стала лидером продаж в мае 2013 года. Книга вошла в десятку лучших книг-биографий по версии Read.ru.
Журнал «Однако»:
Особую ценность представляют ремарки Градского на полях — АБ украсил рукопись своими комментариями непосредственно перед её отправкой в печать. Ещё одно достоинство книги — уникальный фоторяд, собранный из личных архивов героя и автора
Газета «Книжное обозрение»:
При несомненном новаторстве для отечественного слушателя авторского подхода ни в коем случае нельзя сказать, что «The Голос» — это первый прорыв на бескрайнем фронте, ведь мемуары Андрея Макаревича и описания историй ряда отечественных рок-коллективов у всех на виду. Вопрос лишь в масштабе личности героя книги, и в кои-то веки эта личность прямо-таки приходит к читателю в гости с её страниц.
Портал «Свободная пресса»:
В книге собрано много занятных фактов бытового аспекта, артист показан здесь как яркая личность вне контекста своего дарования. Получилась быть может и не самая глубокая, но весьма занимательная вещь, которая заинтересует не только преданных фанатов Градского, но и просто людей, интересующихся нравами советской богемы.

Журнал «Ровесник»:
Книжка получилась весёлая и разухабистая, то есть очень даже рок-н-рольная.
Газета «Московская правда»:
Персону Александра Градского даже современным медиаманипуляторам из истории нашей музыки XX века выкинуть не под силу — остается только удивиться, что подобная книга не была написана ранее. Впрочем, лучше поздно, чем никогда.
Интернет-издание «Часкор»:
Это, как ни странно, первая книга об «отце советского рок-н-ролла» (если не читать сборник стихов «Избранное», выпущенный самим Градским), хотя в библиографии Додолева певец занимает заметное место: о нём написано в книге «Мессии. Мифологизация религиозных вождей», целый раздел был посвящён Александру в труде «Три слоя помады», выпущенном ещё раньше, в 1992 году.
Сайт премии «Большая книга»:
Получилась книга, формат которой уже давно стал стандартом в рокметрополиях — профессионал пишет о профессионале, причём так, что результат оказывается интересен и пресловутой «широкой публике». Причина такового интереса в данном случае — в сближении автора с героем книги на самое близкое расстояние, которое и делает хорошо различимыми те детали жизни и личности, до которых охочи многие. И, конечно же, нельзя упустить из виду, что книга была создана к тому моменту, когда общественный интерес к в меру эксцентричной персоне Александра Градского достиг максимума за последнюю четверть века: дада, участию великого певца в телепроекте «Голос» в книге уделено не столь уж мало места, причем оценка и автором, и его героем данного события бесконечно далека от позиции якобы околомузыкальной прессы. 
Трибуна Общественной палаты:
В книге собрано много статей Александра Борисовича, который, как оказалось, писал не только музыку, стихи, либретто, рецензии и эссе, но и баловался публицистикой самого высокого полёта: одна из глав представляет собой копипасту газетной полосы додолевского «Нового Взгляда», для которого Градский летом 1993 года написал политический прогноз с элементами аналитики. По словам Додолева, именно на этот фрагмент издания его герой обратил внимание посетившего презентацию Михаила Леонтьева.
Сайт «Проза.ру»:
С первых строчек понимаешь, что автор давно лично знаком с героем книги и располагает многим интересными фактами не только творческой, но и личной жизни Александра Градского. Уже в самом начале в разделе «От автора» Додолев подчёркивает незаурядность своего героя и его весомую роль в карьере многих знаменитых сегодня музыкантов.

## Критика
Сайт «Первого канала»:
Автор просто в восторге от Первого телеканала и от К.Эрнста лично («на Первом есть „шеф“ от Бога»). Кстати, недавно и А.Макаревич назвал этот канал примером «качественного телевидения». На фоне того, что оба не скрывают давнюю дружбу с Генеральным продюсером, такие откровения вполне объяснимы. Мелькание Андрея Вадимыча и Александра Борисовича на Первом не оставляет сомнений в том, что эта любовь носит подозрительно взаимный характер.
Газета «Новый взгляд»:
Додолев ничуть не изменился со времен «Взгляда» и «Совершенно секретно»… Особенно, конечно, Евгений «развернулся» в последних главах — тех, которые посвящены «Голосу». Да, Градский взял Бастилию под названием «самая большая аудитория ОРТ» с величественным спокойствием и невозмутимостью настоящего Мастера, но Додолев слишком уж увлекся некоторыми посторонними моментами, плюс совершенно очевидное любование собственным стилем. Градский на этом фоне даже теряется: Додолев способен переговорить любого, а хотелось бы больше Градского.
Журнал «Выбирай»:
Книга Додолева похожа на самого героя повествования: она чрезмерна. Женщины Градского непозволительно красивы, голос у него сверхъестественно тонкий и звонкий, а заработки — неприлично огромные.
Сайт «Beatles.ru»:
Много места в книге уделяется бытовой стороне жизни Гения (именно так именует музыканта Додолев). Сколько и какие были жёны, сколько и от кого детей, как решает жилищные вопросы («Буду покупать детям квартиры. Метров по сто двадцать каждому»).
Газета «Известия»:
Скомпилированный Додолевым сборник статей и заметок «Градский. The Голос» осилил лишь узкий круг почитателей.
Информационное агентство СИА-ПРЕСС:
В каждой строчке… нет, не точки — восхваление Гения, любование достоинствами и их продолжением — недостатками (впору было назвать этот труд «О боже, какой мужчина» — кажется, именно это и есть его главная мысль)
Из читательских отзывов на сайте Ozon.ru:
Сплошной стопроцентный дифирамб до зубовного скрежета. Даже недостатки мастерски превращены в неоспоримые достоинства. Гений, талантище, величайший, гора, и остальная подобная «Аллилуйя». К середине книженции начало сильно надоедать.
Неофициальный сайт Александра Градского
О том, что нецензурные выражения не ниже достоинства Е. Додолева и А. Градского читателю разъясняется на нескольких страницах книги. Причём, подробно, подводя под это дело некую теоретическую базу.